# Monte San Biagio
Monte San Biagio – miejscowość i gmina we Włoszech, w regionie Lacjum, w prowincji Latina.
Według danych na rok 2004 gminę zamieszkiwało 5991 osób, 90,8 os./km².

## Miasta partnerskie
- Saint-Romain-le-Puy
- Übersee